# Jan Konopásek
Jan Konopásek (29. prosince 1931 Praha – 13. listopadu 2020) byl český jazzový flétnista a baryton saxofonista.
Začínal u Karla Krautgartnera. Společně s Karlem Velebným založil Studio 5. Později stál i u zrodu S + H kvartet. V roce 1965 opustil ilegálně republiku a dostal se do Spolkové republiky Německo.
Po pěti letech hraní v jazzových klubech, rozhlasových orchestrech a hraní na lodi do Ameriky získal roční stipendium na Berklee College of Music v Bostonu. Necelé dva roky hrál v Thundering Herd Woodyho Hermana. Pak působil u Lionela Hamptona a následně v Buddy Rich And His Big Band Machine.
Při návštěvě Billa Clintona v pražské Redutě (1994) byla uvedena Konopáskova jazzová koláž z hymen obou zemí (The Anthem Of The Czech Americans). Zemřel po dlouhotrvající nemoci v roce 2020.